# 丹尼尔·G·琼斯
丹尼尔·G·琼斯（也称为丹·琼斯，1981年1月27日—）是一位英国历史学家和电视主持人，毕业于剑桥大学彭布罗克学院。

## 代表作
- 《血夏：1381年英格兰农民起义》（Summer of Blood: The Peasants' Revolt of 1381），2009年。
- 《金雀花王朝：缔造英格兰的武士国王与王后们（英语：The Plantagenets: The Kings Who Made England）》（The Plantagenets: The Kings and Queens Who Made England），2012年。
- 《空王冠：玫瑰战争与都铎王朝的崛起》（The Hollow Crown: The Wars of the Roses and the Rise of the Tudors），2014年。
- 《圣殿骑士团：崛起与陨落》（The Templars: The Rise and Spectacular Fall of God's Holy Warriors），2017年。
- 《时间的色彩：一部鲜活的世界史，1850-1960》（The Colour of Time: A New History of the World, 1850–1960），与玛丽娜·阿马拉尔合著，2018年。
- 《十字军：一部争夺圣地的战争史诗》（Crusaders: The Epic History of the Wars for the Holy Land），2019年。